# Nadia Younes
Nadia Younes (árabe: نادية يونس), (Cairo, 13 de Junho de 1946 - Bagdad, 19 de Agosto de 2003) foi uma diplomata egípcia. Atuou na Organização das Nações Unidas durante 33 anos. Foi morta durante um atentado bombista, atribuído à al-Qaeda, contra a sede da missão da ONU em Bagdad.

## Vida
Licenciada em literatura inglesa pela Universidade do Cairo, obteve o Mestrado em Ciências Políticas e Relações Internacionais na Universidade de Nova York. Era fluente em Inglês, Francês e Árabe. 
Serviu 33 anos nas Nações Unidas. Integrou o Secretariado das Nações Unidas em 1970. A partir de 1974 exerceu diversas funções ligadas ao Departamento de Informação Pública, antes de ser nomeada para Diretora do Centro de Informação das Nações Unidas em Roma. Em seguida regressou a Nova York como Diretora da Divisão de mídia no Departamento de Informação. Foi Chefe do Protocolo das Nações Unidas a partir de 1998. De Julho de 1999 a Janeiro de 2001 trabalhou em missão no Kosovo onde era responsável pelo Gabinete de Informação e Comunicação do Representante Especial do Secretário Geral das Nações Unidas (Kofi Annan), Bernard Kouchner.
Em Junho de 2002 foi nomeada diretora-executiva e responsável pelo Departamento de Relações Exteriores da Organização Mundial da Saúde (OMS). 
Em Maio de 2003, Nadia Younes foi escolhida para diretora do gabinete de Sérgio Vieira de Mello para o Iraque. Assim como Sérgio e outras 20 pessoas presentes no Hotel Canal, escritório da missão da ONU no Iraque, Nadia morreu durante atentado atribuído à rede Al Qaeda, em 19 de Agosto de 2003.
Nadia Younes foi sepultada no Cairo, Egipto.

## Dia Mundial Humanitário
Em sessão plenária de 11 de dezembro de 2008, a Assembleia Geral das Nações Unidas resolveu designar o 19 de agosto, dia do ataque à sede da ONU em Bagdad, como Dia Mundial Humanitário, em memória de todos os trabalhadores que perderam suas vidas na promoção da causa humanitária.